# 广武门街道
广武门街道，是中华人民共和国甘肃省兰州市城关区下辖的一个乡镇级行政单位。

## 行政区划
广武门街道下辖以下地区：
黄河沿社区、南城根社区、广后街社区、新华巷社区、大教梁社区、民勤街社区和光辉村。